# Kenosee Lake
Kenosee Lake est un village de la province canadienne de la Saskatchewan.

## Démographie
| 2001 | 2006 | 2011 | 2016 |
| ---- | ---- | ---- | ---- |
| 182  | 194  | 258  | 234  |